# Agalenocosa melanotaenia
Agalenocosa melanotaenia là một loài nhện trong họ Lycosidae.
Loài này thuộc chi Agalenocosa. Agalenocosa melanotaenia được Cândido Firmino de Mello-Leitão miêu tả năm 1941.